# Аццоне
Аццо́не (итал. Azzone) — коммуна в Италии, располагается в регионе Ломбардия, в провинции Бергамо.
Население составляет 450 человек (2008 г.), плотность населения составляет 27 чел./км². Занимает площадь 17 км². Почтовый индекс — 24020. Телефонный код — 0346.
Покровителями коммуны почитаются святые апостолы Филипп и Иаков Старший, празднование 1 мая.

## Демография
Динамика населения:

## Администрация коммуны
- Официальный сайт: https://web.archive.org/web/20111122064909/http://www.comune.azzone.bg.it/